# Сублимационная печать

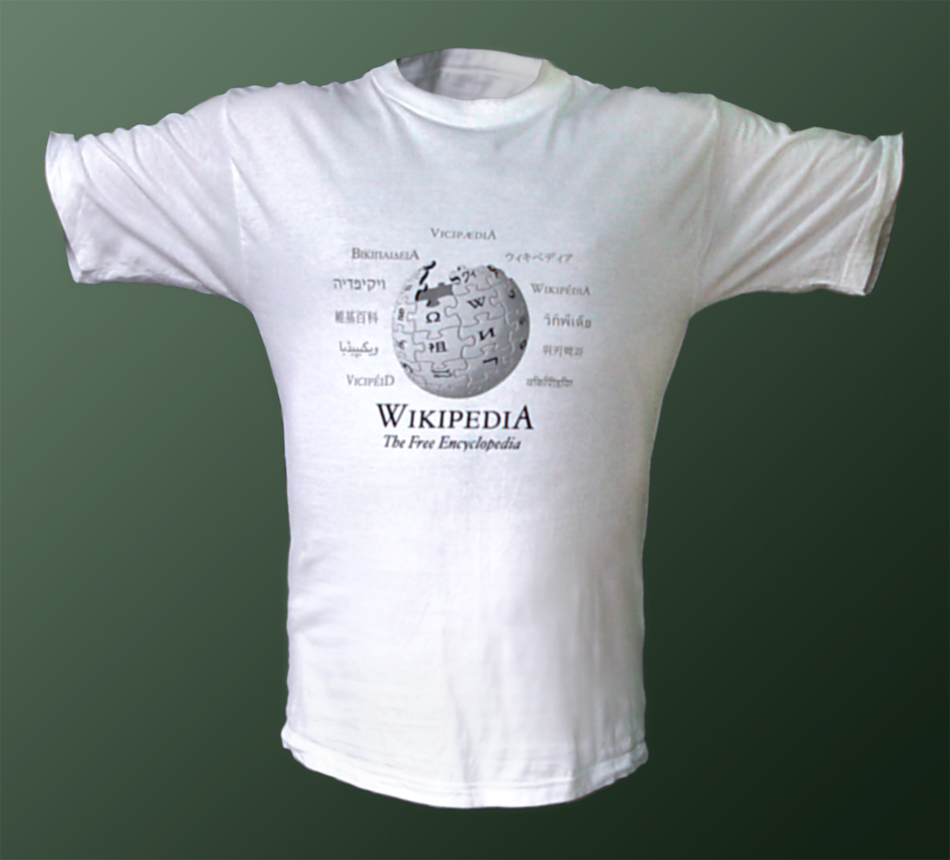
Футболка с логотипом Википедии

Сублимационная печать (Дисперсная печать) — способ окрашивания светлых синтетических тканных материалов: полиэфирных, полиамидных, ацетатных.
Сублимационная печать позволяет получить яркие цвета, устойчивые к воздействию окружающей среды. Отличительная черта — при нагревании дисперсный краситель переходит из твердого в газообразное состояние, минуя жидкую фазу. Возгонка красителя происходит в диапазоне температур 180—200°С.

## Применение
- В текстильной промышленности для окрашивания тканей с содержанием полиэстера от 50 % до 100 %.

Широко распространена при производстве флагов, нанесение изображения на текстиль (футболки, кепки, платья в больших количествах). Благодаря струйным принтерам с пьезоэлектрическим управлением дюз типа Epson, получают изображения фотографического качества 1440dpi, 2880dpi.
- В сувенирной отрасли используют на термофильных поверхностях.

Применяется для нанесения на: кружки, тарелки, пепельницы, керамику, стекло.

## Технология
Непрямая (термотрансфер) — двухфазная печать.
- Печать изображения в зеркальном виде на силиконизированной бумаге.
- Перенос на изделие с помощью термопресса. Используют сублимационные чернила для термотрансфера.

Применяется в мелкосерийном производстве. Способ печати изображения: Струйный, Лазерный, Трафаретный, Офсетный, Аппликация.
Прямая — печать. Производится непосредственно на подготовленную поверхность.
- Мокрый способ выполняется струйным принтером на ткань с последующим запеканием.[3] Поверхность печати предварительно обрабатывается полиэфирной грунтовкой (праймером). Используются сублимационные чернила для прямой печати. Применяется в крупносерийном и массовом производстве.
- Сухая печать лазерным принтером на бумагу. Применяется в бытовых принтерах.

## Фиксация
- Неконтактная с использованием вентиляторов, инфракрасных сушек и стимеров (зрельников).
- Контактная с использованием каландров (валковых), планшетных термопрессов, в быту используют утюг.